# Bartonella quintana
Espèce
Bartonella quintana est un bacille anaérobie fastidieux causant la fièvre des tranchées. Cette bactérie a infecté des soldats en Europe au cours de la Première Guerre mondiale. Elle peut infecter les érythrocytes. Cette bactérie est transmise par le pou du corps humain. Elle a une taille estimée de génome de 1700 à 2174 kb.

## Traitement
Durant quatre à six semaines, le traitement consiste habituellement à prendre l'érythromycine ou la doxycycline ou l'azithromycine,.

## Publication originale
- (en) Don J. Brenner, Steven P. O'Connor, Herbert H. Winkler et Arnold G. Steigerwalt, « Proposals to unify the genera Bartonella and Rochalimaea, with descriptions of Bartonella quintana comb. nov., Bartonella vinsonii comb. nov., Bartonella henselae comb. nov., and Bartonella elizabethae comb. nov., and to remove the family Bartonella », International Journal of Systematic Bacteriology, vol. 43, no 4,‎ 1er octobre 1993, p. 777-786 (ISSN 0020-7713, 1465-2102 et 1070-6259, PMID 8240958, DOI 10.1099/00207713-43-4-777, lire en ligne).